# Zoltán Csányi
Zoltán Csányi (Esztergom, 26 dicembre 1912 – Budapest, 6 gennaio 1993) è stato un cestista, multiplista e allenatore di pallacanestro ungherese.
Era il fratello di Sándor Csányi.

## Carriera
Con l'Ungheria ha disputato due edizioni dei Campionati europei (1935, 1939).
Da allenatore ha guidato l'Ungheria ai Campionati europei del 1957.